# Открытый чемпионат Франции по теннису 2009
Открытый чемпионат Франции по теннису 2009 года — 108-й розыгрыш ежегодного профессионального теннисного турнира серии Большого шлема, проводящегося во французском Париже на кортах местного теннисного центра «Roland Garros». Традиционно выявляются победители соревнования в девяти разрядах: в пяти — у взрослых и четырёх — у старших юниоров. Матчи основных сеток прошли с 24 мая по 7 июня. Соревнование традиционно завершало основной сезон турниров серии на данном покрытии.
Прошлогодние победители среди взрослых:
- в мужском одиночном разряде —  Рафаэль Надаль
- в женском одиночном разряде —  Ана Иванович
- в мужском парном разряде —  Пабло Куэвас и  Луис Орна
- в женском парном разряде —  Анабель Медина Гарригес и  Вирхиния Руано Паскуаль
- в смешанном парном разряде —  Виктория Азаренко и  Боб Брайан

## Соревнования

### Взрослые

#### Мужчины. Одиночный турнир
Роджер Федерер обыграл  Робина Сёдерлинга со счётом 6-1, 7-6(1), 6-4.
- Федерер с 11-й попытки побеждает на французском турнире серии, оформляя т. н. «карьерный» Большой шлем.

#### Женщины. Одиночный турнир
Светлана Кузнецова обыграла  Динару Сафину со счётом 6-4, 6-2.
- Кузнецова выигрывает 1-й титул в сезоне и 2-й за карьеру на соревнованиях серии.
- Сафина уступает 1-й финал в сезоне и 3-й за карьеру на соревнованиях серии.

#### Мужчины. Парный турнир
Лукаш Длоуги /  Леандер Паес обыграли  Уэсли Муди /  Дика Нормана со счётом 3-6, 6-3, 6-2.
- Длоуги с четвёртой попытки побеждает в финале соревнования серии.
- Паес выигрывает 1-й титул в сезоне и 5-й за карьеру на турнирах серии.

#### Женщины. Парный турнир
Анабель Медина Гарригес /  Вирхиния Руано Паскуаль обыграли  Викторию Азаренко /  Елену Веснину со счётом 6-1, 6-1.
- Медина Гарригес выигрывает 1-й титул в сезоне и 2-й за карьеру на турнирах серии.
- Руано Паскуаль выигрывает 1-й титул в сезоне и 10-й за карьеру на турнирах серии.

#### Микст
Лизель Хубер /  Боб Брайан обыграли  Ваню Кинг /  Марсело Мело со счётом 5-7, 7-6(5), [10-7].
- Хубер с четвёртой попытки побеждает в финале соревнования серии.
- Брайан выигрывает 1-й титул в сезоне и 6-й за карьеру на турнирах серии.

### Юниоры

#### Юноши. Одиночный турнир
Даниэль Берта обыграл  Джанни Мина со счётом 6-1, 3-6, 6-3.
- представитель Швеции побеждает на турнире впервые с 1984 года.

#### Девушки. Одиночный турнир
Кристина Младенович обыграла  Дарью Гаврилову со счётом 6-3, 6-2.
- представительница Франции побеждает на национальном турнире серии во второй раз за последние три года.

#### Юноши. Парный турнир
Марин Драганя /  Дино Марцан обыграли  Гильерме Клезара /  Хуана Лянцзи со счётом 6-3, 6-2.
- Мононациональная пара побеждает на французском турнире серии впервые с 2005 года.

#### Девушки. Парный турнир
Елена Богдан /  Ноппаван Летчивакан обыграли  Тимею Бабош /  Хезер Уотсон со счётом 3-6, 6-3, [10-8].
- представительница Румынии побеждает на французском турнире серии впервые с 1990 года.
- спортсменка из Азии побеждает на французском турнире серии впервые с 1989 года.

### Ветераны

#### До 45 лет. Парный турнир
Седрик Пьолин /  Паул Хархёйс обыграли  Пэта Кэша /  Эмилио Санчеса со счётом 6-3, 6-4.

#### Старше 45 лет. Парный турнир
Джон Макинрой /  Андерс Яррид обыграли  Мансура Бахрами /  Анри Леконта со счётом 7-6(2), 6-1.

### Теннис на колясках

#### Мужчины. Одиночный турнир
Синго Куниэда обыграл  Стефана Уде со счётом 6-3, 3-6, 6-3.

#### Женщины. Одиночный турнир
Эстер Вергер обыграла  Кори Хоман со счётом 6-2, 7-5.

#### Мужчины. Парный турнир
Михаэль Иеремия /  Стефан Уде обыграли  Робина Аммерлана /  Майкела Схефферса со счётом 6-2, 7-5.

#### Женщины. Парный турнир
Кори Хоман /  Эстер Вергер обыграли  Аник ван Кот /  Анник Севенанс со счётом 6-2, 6-3.